# Medle
Medle is een plaats in de gemeente Skellefteå in het landschap Västerbotten en de provincie Västerbottens län in Zweden. De plaats heeft 558 inwoners (2005) en een oppervlakte van 140 hectare. De plaats ligt aan de rivier Skellefteälven, iets ten westen van de stad Skellefteå.

## Verkeer en vervoer
Door de plaats loopt de spoorlijn Bastuträsk - Skelleftehamn.